# Leon Pluciński
Leon Bolesław Pluciński (ur. 9 lutego 1875 w Karczewie k. Kościana, zm. 2 czerwca 1935 w Swadzimiu) – polski ziemianin, polityk narodowy, poseł na Sejm (1922–1930), wicemarszałek Sejmu (1925–1927) z ramienia Związku Ludowo-Narodowego, drugi Komisarz Generalny Rzeczypospolitej Polskiej w Wolnym Mieście Gdańsku w okresie od lipca 1921 do października 1923 (według innych źródeł do lutego 1924).

## Życiorys
Urodził się w posiadającej majątek na terenie Wielkopolski rodzinie ziemiańskiej Kazimierza Plucińskiego h. Odrowąż (1845–1901) i Bronisławy Trąmpczyńskiej h. Topór (zm. 1921). Po ukończeniu Gimnazjum im. Św. Marii Magdaleny w Poznaniu studiował rolnictwo na uniwersytetach w Halle i Berlinie, a po ich ukończeniu zajmował się modernizacją polskiego rolnictwa, w latach 1907–1908 był prezesem Kółka Rolniczego w Lusowie. Był także działaczem społecznym i politycznym, od 1910 był członkiem Ligi Narodowej. Wchodził również w skład Związku Spółek Zarobkowych i Gospodarczych oraz tajnej organizacji Obrona Narodowa.
W czasie powstania wielkopolskiego zasiadał w Naczelnej Radzie Ludowej, a potem był zastępcą Wojciecha Korfantego do spraw politycznych i wojskowych. W 1919 otrzymał nominację na wiceministra w Ministerstwie byłej Dzielnicy Pruskiej. Funkcję sprawował do 1920. W 1920 pełnił funkcję burmistrza komisarycznego Lidzbarka.
20 czerwca 1921, dekretem Naczelnika Państwa, powołany na funkcję Komisarza Generalnego RP, stanowisko objął dopiero 5 lipca 1921. Przybycie Plucińskiego do Gdańska wiązało się z zaostrzeniem polityki polskiej w stosunku do tego miasta. Zaostrzenie kursu politycznego wynikało z fiaska ugodowej polityki pierwszego Komisarza Macieja Biesiadeckiego, co doprowadziło do lekceważenia praw Polski przez władze Wolnego Miasta. Obywatele polscy, niezgodnie z umowami polsko-gdańskimi, byli zobligowani do meldowania się w policji gdańskiej i uzyskiwania zgody na pobyt, władze Wolnego Miasta zwlekały z przekazaniem Polsce należnych jej, po Rzeszy Niemieckiej, nieruchomości, nadto miały miejsce naruszenia polskich interesów w zakresie polityki celnej i skarbowej oraz wydalanie obywateli polskich z Gdańska.
Zdecydowana obrona praw Polski prowadzona przez Plucińskiego, popieranego w pełni przez rząd, spotkała się z oporem władz gdańskich i wywołała liczne konflikty, których rozwiązanie leżało w gestii Ligi Narodów. Jednym z nich był konflikt o prawo witania obcych okrętów zawijających do portu przez Komisarza bez wiedzy i zgody władz Wolnego Miasta, pozytywnie dla Polski rozstrzygnięty. Część spraw spornych, przy współpracy Ligi Narodów, udało się załatwić porozumieniem polsko-gdańskim z 1 września 1923, jednak wiele zadrażnień pozostało.
W czasie pełnienia obowiązków w Wolnym Mieście Gdańsku Pluciński był typowany do zajęcia kilku stanowisk ogólnokrajowych, między innymi ministra spraw wojskowych i premiera (marzec 1922).
Od 1922 Pluciński był posłem na Sejm I kadencji z ramienia Związku Ludowo-Narodowego, przez pewien czas łączył to stanowisko ze stanowiskiem Komisarza Generalnego, jednak 1 października 1923 zrezygnował z funkcji w Gdańsku i skupił się na pracy poselskiej. Uzyskał także mandat poselski do Sejmu II kadencji, jednak zrzekł się go 25 lutego 1930. W jego miejsce do Sejmu wszedł Franciszek Górczak.
Od czerwca 1927 był patronem (prezesem) Wielkopolskiego Towarzystwa Kółek Rolniczych. Po 1930 był członkiem władz wielu organizacji i przedsiębiorstw przemysłowych. Był właścicielem wzorowo prowadzonych majątków ziemskich.
Od 1899 był mężem Marii Pauliny z Kąsinowskich h. Nałęcz (1879–1946), z którą miał 5 synów: Kazimierza Władysława (1901–1940), Józefa (1903–1971), Felicjana (1903–1946), Zbigniewa (1904–1976), Stefana (1908–1934) oraz córkę Aleksandrę (1914–1986).
Zmarł w rodzinnej posiadłości w Swadzimiu. Został pochowany w nekropolii Rodu Plucińskich na Cmentarzu parafii Św. Jadwigi Śląskiej i Jakuba Apostoła w Lusowie (kwatera VI).

## Ordery i odznaczenia
- Krzyż Komandorski z Gwiazdą Orderu Odrodzenia Polski (29 grudnia 1921)[10][11]
- Order Korony Rumunii (Rumunia)